# Tronquoy
Pour l'affluent du Samson, voir Tronquoy (ruisseau).
Tronquoy est un village de la commune belge de Neufchâteau (section de Longlier) située dans la province de Luxembourg en Région wallonne.
Il se prononce de différentes manières en wallon : à Longlier et Massul on dit Tronkwa ; à Verlaine, Respelt et Nolinfaing, on dit Tronko et à Lamouline, on dit Tronkè.

## Origines
Le village a une origine féodale ; en effet, il figure sur la Carte d'Arenberg de la Prévôté de Neufchâteau en 1609.

## Attraits
Tronquoy compte une centaine d'habitants et ne manque pas de charmes pour les visiteurs avares de nature[Quoi ?].
Il est entouré par une forêt riche en gibier et fruits des bois (myrtilles), ainsi qu'en chemins pédestres, cyclistes ou hippiques.
Tronquoy possède un verger de conservation d'anciennes variétés de fruits indigènes élaboré dans le cadre de la journée UNICEF du 11 septembre 1988 à Neufchâteau.
Il est aussi possible d'y retrouver des vestiges de la guerre 40-45 ; en effet, le village n'a jamais été touché par les obus tirés dans la région (Bastogne), tous étant tombés dans la forêt. Une chapelle a même été construite en l'honneur de la Vierge Marie pour la remercier d'avoir protégé le village durant ses années de guerre. Cette dernière figure sur le trajet de la "Via Arduinna", un des chemins de Compostelle en Belgique.
Au centre du village se trouve un lavoir, rénové en 2007 par L'EFT (entreprise de formation par le travail) du CPAS de Neufchâteau et aménagé par le comité des fêtes des villages de Tronquoy-Respelt. Il a pour thème « la forge et le forgeron ».
Une église datant du XIXe siècle se dresse aussi au centre du village, avec son cimetière et son presbytère.
Le village organise des festivités tout au long de l'année sous la direction du comité des fêtes. Une salle des fêtes pouvant accueillir près de 200 personnes a été construite et est le cadre de nombreux mariages et autres fêtes religieuses, bals de jeunes, concours de cartes et concerts de rock.
En 2020, le village de Tronquoy remporte le premier prix du concours Village et façades fleuris.
L'E411, autoroute construite à l'initiative du roi Baudouin Ier[réf. nécessaire], est facile d'accès par l'échangeur de Massul (sortie 27).

## Villages limitrophes
Tronquoy est limitrophe des villages de Respelt, Bernimont, Longlier et Marnau.